# Robert Reid, 1:e earl Loreburn
Robert Treshie Reid, 1:e earl Loreburn, född den 3 april 1846 i Dumfriesshire, död den 30 november 1923 på sitt gods Kingsdown House nära Deal, var en brittisk jurist och politiker.
Reid blev 1871 advokat, var 1880-1905 liberal underhusledamot, blev i mars 1894 solicitor general och i oktober samma år attorney general i Roseberys ministär samt avgick med denna i juni 1895. Sir Robert Reid (han hade 1894 erhållit knightvärdighet) var sedermera en av den liberala underhusoppositionens ledande debattörer, särskilt i lagstiftningsfrågor. Han fungerade 1899 vid skiljedomsförfarandet om gränsen mellan Venezuela och Brittiska Guyana som en av brittiska kronans advokater och blev vid liberalernas återkomst till makten lordkansler (december 1905) i ministären Campbell-Bannerman samt upphöjdes i samband därmed till peer (baron Loreburn av Dumfries). Lordkanslersposten bibehöll lord Loreburn även i ministären Asquith till juni 1912, då han av hälsoskäl avgick. Han hade 1911 erhållit earlvärdighet. Efter sitt avskedstagande deltog han föga i det politiska livet, men våren 1914 offentliggjorde han ett mycket uppmärksammat inlägg i den irländska frågan, enträget framhållande nödvändigheten av uppgörelse genom ömsesidiga eftergifter rörande Ulster, om inbördeskrig skulle kunna undvikas. Han utgav en folkrättslig studie, Capture at sea (1913) och behandlade Första Världskrigets förhistoria i How the war came (1919).